# Sophie Adriansen

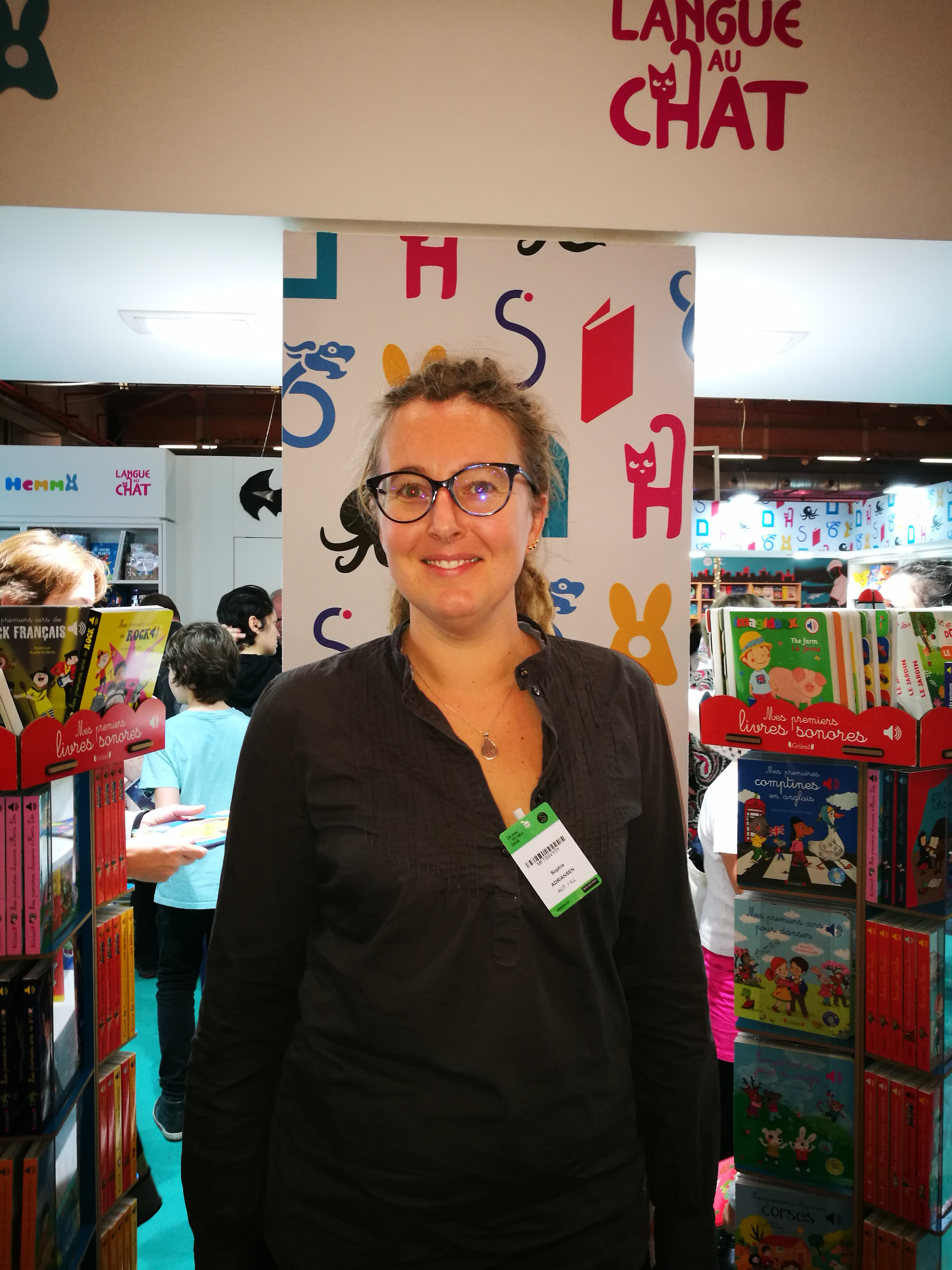
Sophie Adriansen, 2018

Sophie Adriansen (* 13. Juli 1982 in Orléans) ist eine französische Schriftstellerin.
Sophie Adriansen ist 1982 in der Region Centre-Val de Loire geboren worden. Seit dem Jahr 2010 schreibt sie Romane, Bücher für Jugend, Comichefte, Sachbücher sowie Kurzgeschichten in Anthologien und Zeitschriften. Sie verfasste Biografien über Grace Kelly und Louis de Funès. Für den Jugendroman Max et les poissons erhielt sie mehrere Preise. Sie ist ein Mitglied der Gesellschaft der französischen Literaten (Société des gens de lettres) und führt seit dem Jahr 2009 das Blog „Sophielit“.

## Werke

### Romane
- Santé! Éditions Storylab, Paris 2012, ISBN 978-2-36315-089-9.
- Le grand numéro. Éditions Storylab, Paris 2012, ISBN 978-2-36315-077-6.
- Quand nous serons frère et sœur. Éditions Myriapode, Bordeaux 2013, ISBN 978-2-35945-019-4.
- Le Syndrome de la vitre étoilée. Fleuve éditions, Paris 2016, ISBN 978-2-265-11568-2.
- Linea nigra. Fleuve éditions, Paris 2017, ISBN 978-2-265-11700-6.

### Sachbücher
- mit Rodolphe Macia: Je vous emmène au bout de la ligne. Tribulations et secrets d’un conducteur de métro. Éditions Max Milo, Paris 2010, ISBN 978-2-31500-133-0.
- mit Jean-Paul Rouet: Trois années avec la SLA. Éditions de l’Officine, Paris 2012, ISBN 978-2-35551-152-3.
- Louis de Funès. Regardez-moi là, vous! Éditions Premium, Paris 2013, ISBN 978-2-35636-118-9.
- mit Sandra Dal-Maso: Mon sourire pour guérir. Sauvée par un veilleur de vie. Max Milo Éditions, Paris 2013,  ISBN 978-2-31500-481-2.
- Grace Kelly. D’Hollywood à Monaco, le roman d’une légende. Éditions Premium, Paris 2014, ISBN 978-2-35636-152-3.
- mit Jean-Marie Leau: Naître et grandir en musique. De la conception de l’enfant à son éveil musical. Éditions Télémaque, Paris 2016, ISBN 978-2-7533-0276-1.
- Une Américaine à Monaco. Les éditions Charleston, Paris 2017, ISBN 978-2-36812-165-8.

### Jugendliteratur
- J’ai passé l’âge de la colo! Éditions Volpilière, Paris 2012, ISBN 978-2-91789-860-4.
- Le souffle de l’ange. Nathan, Paris 2013, ISBN 978-2-09-187975-8.
- Drôles de familles! Paris, Nathan, Paris 2014, ISBN 978-2-09-187988-8.
- Drôles d’époques! Nathan, Paris 2015, ISBN 978-2-09-189248-1.
- Max et les poissons. Nathan, Paris 2015, ISBN 978-2-09-255535-4.
- Les Grandes jambes. Slalom, 2016, ISBN 978-2-37554-002-2.
- Quart de frère quart de sœur – Tome 1. Une rivale inattendue. Slalom, 2017, ISBN 978-2-37554-060-2.
- Quart de frère quart de sœur – Tome 2. Mon pire anniversaire. Slalom, 2017, ISBN 978-2-37554-061-9.
- Quart de frère quart de sœur – Tome 3. Mission spectacle. Slalom, 2017, ISBN 978-2-37554-062-6.
- La vache de la brique de lait. Frimousse, Paris 2017, ISBN 978-2-35241-314-1.
- Lucien et Hermine apprentis chevaliers – Tome 1. Un dragon bien trop gros. Gulf Stream éditeur, Nantes 2017, ISBN 978-2354884789.
- Lucien et Hermine apprentis chevaliers – Tome 2. Un banquet plein de surprises. Gulf Stream éditeur,  Nantes 2017, ISBN 978-2354884796.
- Où est le renne au nez rouge? Gulf Stream éditeur, Nantes 2017, ISBN 978-2354885236.
- Hors piste. Slalom, 2018, ISBN 978-2375540947.
- Lise et les hirondelles. Nathan, Paris 2018, ISBN 978-2092576069.

### Comics
- L’attaque des monstres animaux (Scooby-Doo). Nathan, Paris 2015, ISBN 978-2091891576.
- La menace des fantômes (Scooby-Doo). Paris, Nathan, Paris 2015, ISBN 978-2091891583.
- Musiques diaboliques (Scooby-Doo). Nathan, Paris 2015, ISBN 978-2091891590.

### Kurzgeschichten in Anthologien
- Santé! In: Six façons de le dire. Éditions du Moteur, Paris 2011, ISBN 978-2-91860-220-0.
- Seules les mères et les chanteuses de pop. In: Temps additionnel, Éditions Antidata, Paris 2012, ISBN 978-2-91928-504-4.
- Sophie et Antonin. In: Les plus belles rencontres sur Facebook. Trinôme Éditions, 2012, ISBN 979-10-91626-01-9.
- Première loge. In: Les aventures du concierge masqué - L'Exquise nouvelle saison 3. L'Exquise Édition, Paris 2013, ISBN 978-29-54573-70-0.
- Rendez-vous manqué. In: Rendez-vous, Éditions du Valhermeil

## Auszeichnungen
- 2016: Prix Opalivres für Max et les poissons
- 2015: Prix PEP 42-ASSE Cœur Vert für Max et les poissons
- 2016: Prix Littéraire Intersalon de Montargis für Max et les poissons
- 2015: Finalistin Les Petits Champions de la lecture mit Max et les poissons[2]